# Eumida strigata
Eumida strigata är en ringmaskart som först beskrevs av Ehlers 1901.  Eumida strigata ingår i släktet Eumida och familjen Phyllodocidae. Inga underarter finns listade i Catalogue of Life.